# Krank-Gletscher
Der Krank-Gletscher ist ein 8 km langer Gletscher in der antarktischen Ross Dependency. In der Queen Elizabeth Range des Transantarktischen Gebirges fließt er in östlicher Richtung zum Helm-Gletscher, in den er unmittelbar südlich des Mount Macbain einmündet.
Das Advisory Committee on Antarctic Names benannte ihn 1966 nach Joseph P. Krank (1916–2005), Meteorologe auf der Station Little America im antarktischen Winter 1957.